# 叢本蘚
叢本蘚（学名：Anoectangium aestivum）为叢蘚科叢本蘚屬下的一个种。

## 扩展阅读
- 維基物種上的相關：叢本蘚